# Pfarrkirche Wienerherberg

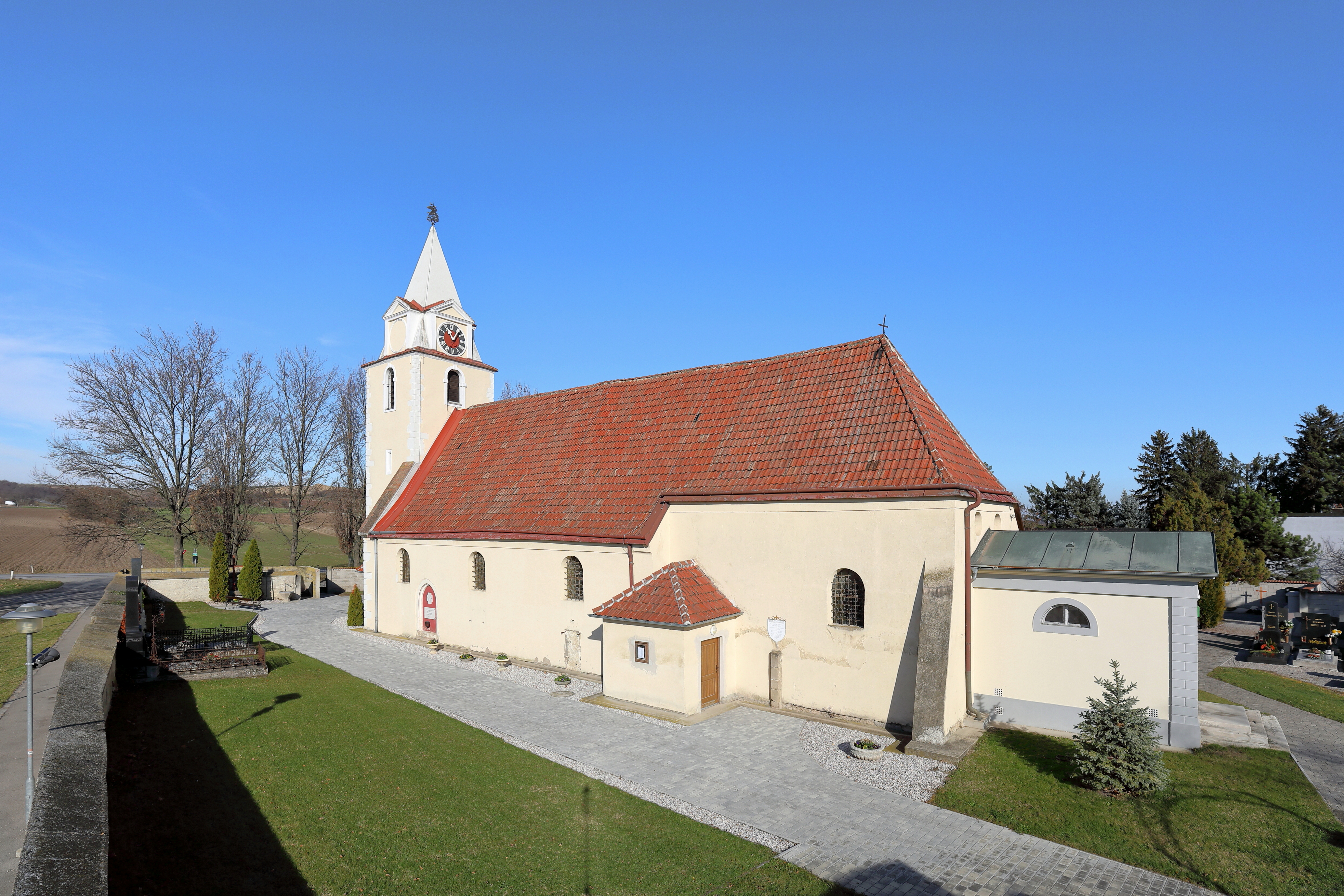
Katholische Pfarrkirche hl. Georg in Wienerherberg

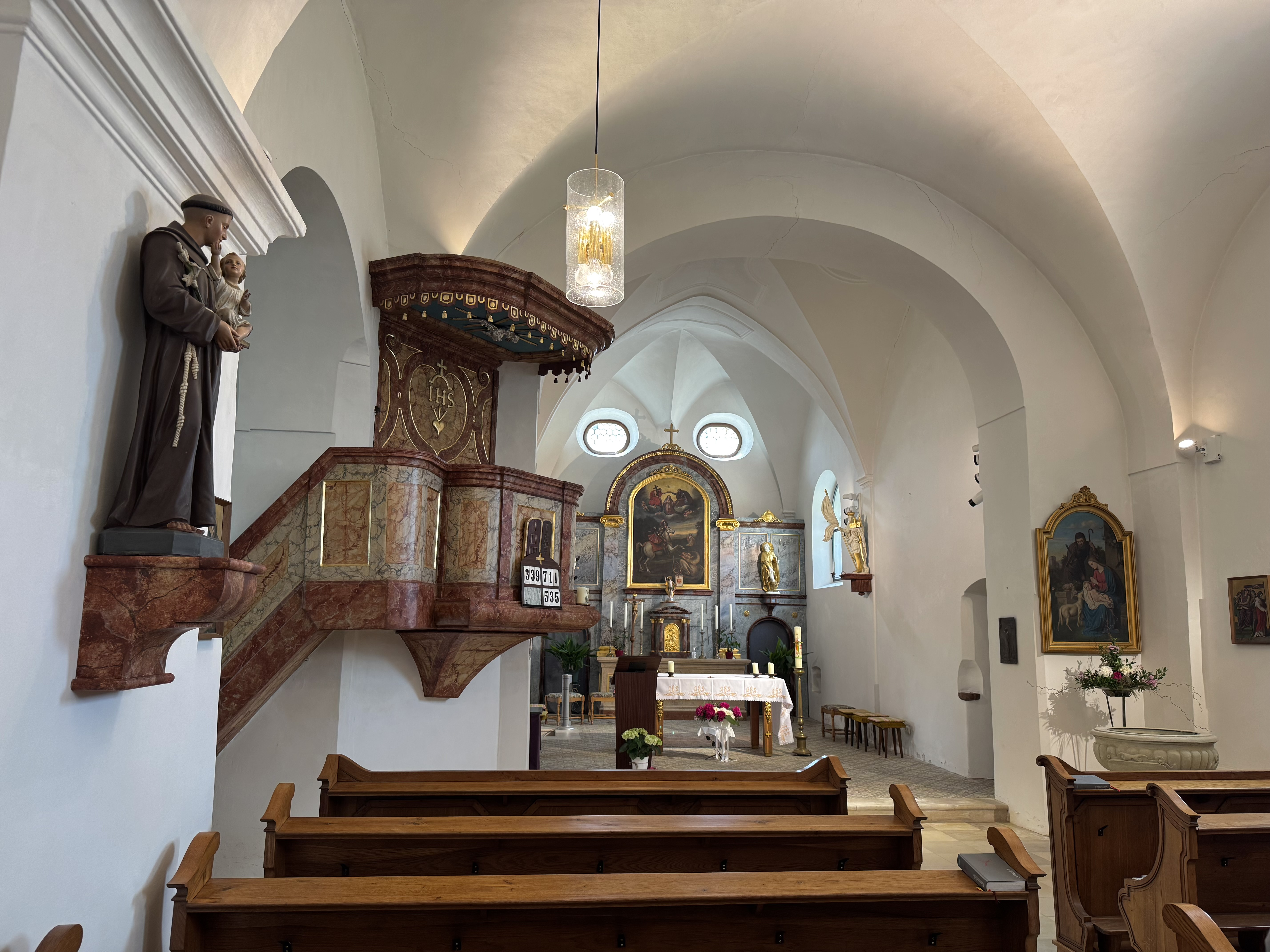
Innenraum der Kirche, Langhaus, Blick zum Chor

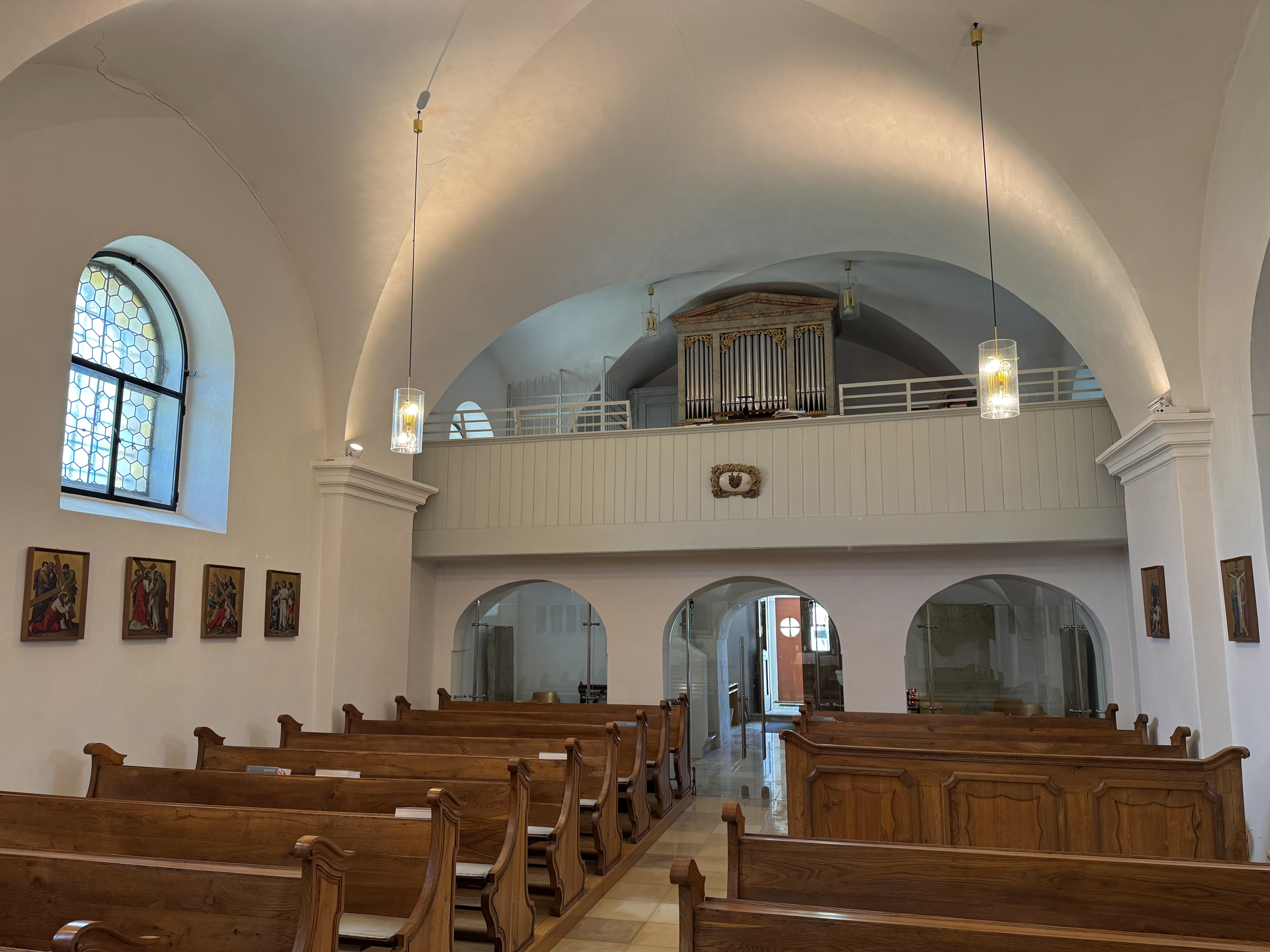
Langhaus Blick zur Orgel

Die römisch-katholische Pfarrkirche Wienerherberg steht am westlichen Rand der Ortschaft Wienerherberg in der Gemeinde Ebergassing im Bezirk Bruck an der Leitha in Niederösterreich. Die dem Patrozinium des hl. Georg unterstellte Pfarrkirche gehört zum Dekanat Schwechat in der Erzdiözese Wien. Die Kirche steht unter Denkmalschutz (Listeneintrag).

## Geschichte
Um 1300 ein Vikariat, wurde die Pfarre vor 1429 gegründet.

## Architektur
Der ehemalige Wehrkirchhof stand vorgeschoben vor dem Dorfgraben und war von einem Graben und einem Wall umgeben. In der Kirchhofmauer befindet sich im Westen eine Nische mit einem Rest einer Schießscharte. Nördlich wurde die alte Mauer im Zuge der Erweiterung des Friedhofs 1830 abgebrochen.

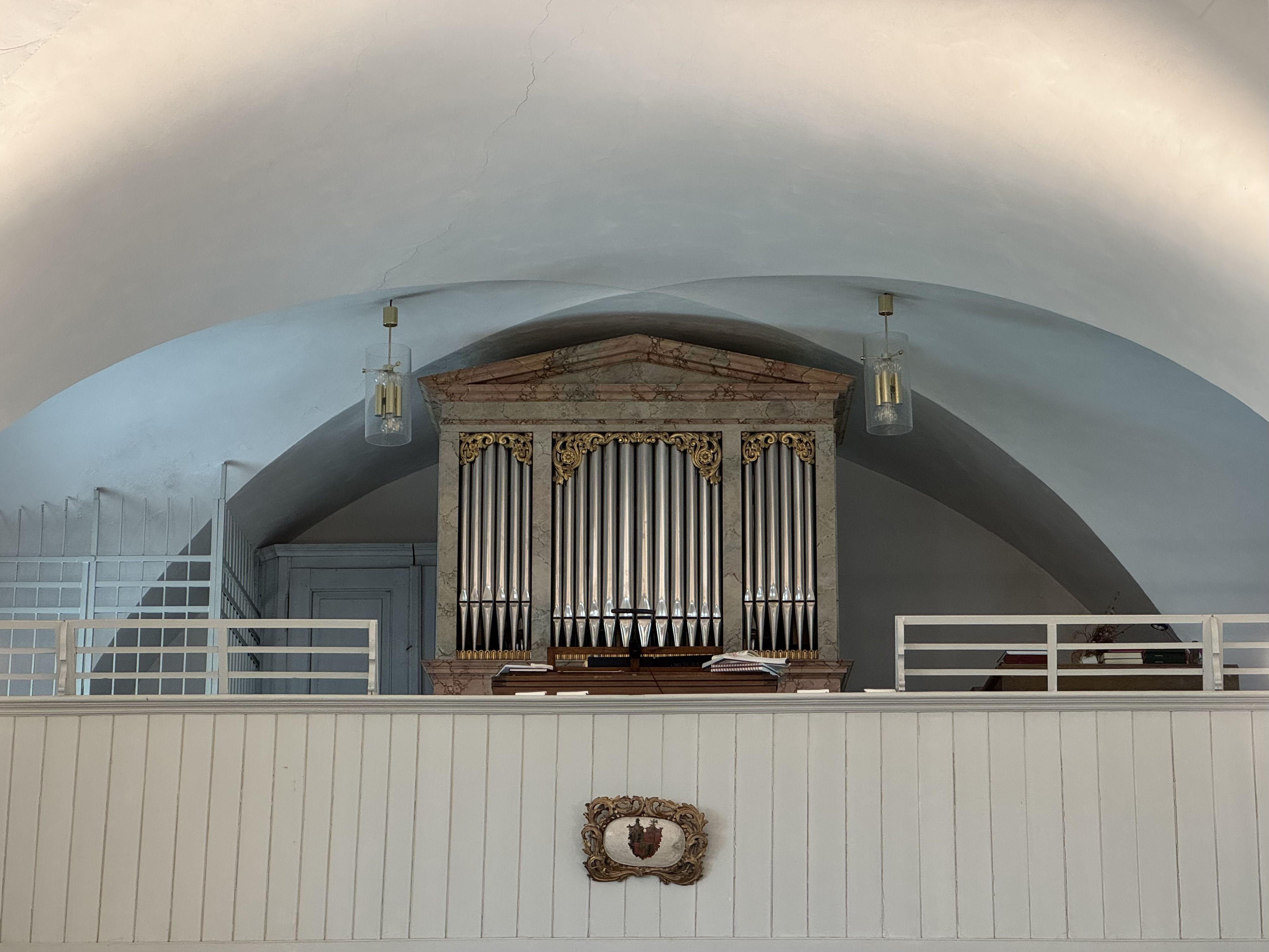
Innenraum der Kirche, Langhaus, Blick zur Empore

Der gotische Kirchenbau aus dem 15. Jahrhundert, im Inneren barockisiert, hat einen eingezogenen Chor mit einem geraden Schluss und einen vorgestellten markanten Westturm, nördlich hat das Langhaus einen barocken Seitenschiffanbau von 1727/1728.
Das Kirchenäußere zeigt schlichte Fassaden mit einer freigelegten Eckquadrierung, die Langhausseiten haben barocke Rundbogenfenster mit Steckgittern, in der Südwand befindet sich ein vermauertes gotisches Spitzbogenportal. Nördlich am Chor steht eine gotische Sakristei mit Schartenfenstern aus dem 16. Jahrhundert. Der Westturm mit Eckquadrierung und gefasten Schlitzfenstern hat rundbogige barocke Schallfenster aus dem Ende des 17. Jahrhunderts und einen gemauerten Spitzhelm mit Uhrenzifferblättern unter dem Giebelkranz, der Turm trägt auf der Spitze eine Blechfigur des hl. Georg.

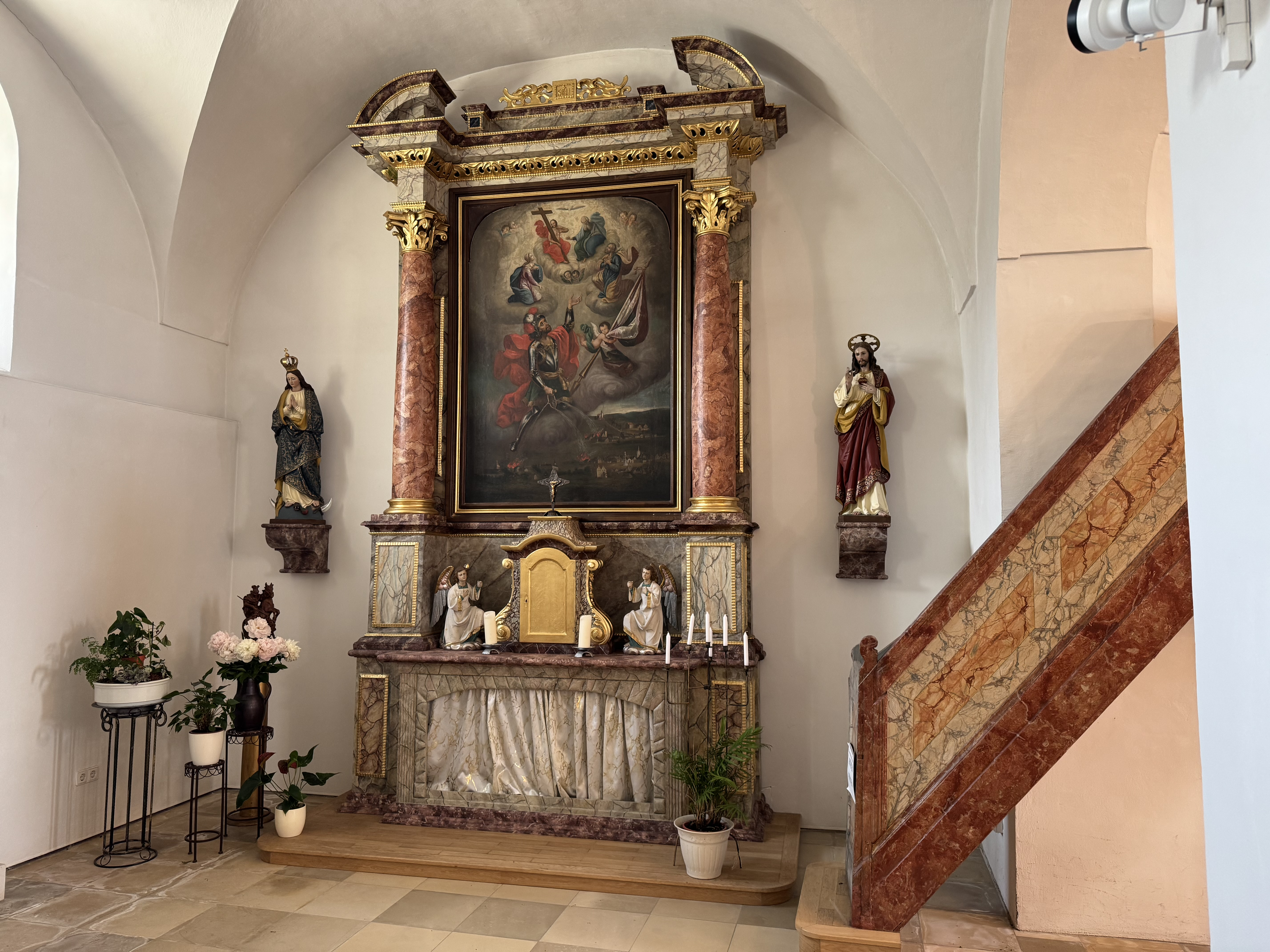
Seitenaltar und Aufgang Kanzel

Das Kircheninnere zeigt ein zweischiffiges Langhaus, das Hauptschiff hat ein dreijochiges Kreuzgratgewölbe auf Pfeilervorlagen mit profilierten Kämpfern von 1727/1728. Die dreiachsige Westempore auf Pfeilern hat eine hölzerne Brüstung aus dem Ende des 19. Jahrhunderts. Das dreijochige Seitenschiff hat Kreuzgratgewölbe. Der Triumphbogen ist korbbogig. Der zweijochige Chor mit Kreuzgratgewölben hat im Ostjoch ein mehrteiliges Zellengewölbe. Zur Sakristei und zum Vorraum führen Schulterportale aus der zweiten Hälfte des 15. Jahrhunderts. Die Sakristei hat ein tief heruntergezogenes Kreuzrippengewölbe aus dem 15. Jahrhundert.

## Einrichtung
Der Hochaltar stand bis 1783 in der Georgskapelle des Trattnerhofes in Wien und wurde 1802 hierher übertragen. Der dreiteilige marmorierte Altar hat seitliche Opfergangsportale, er zeigt ein Altarbild des hl. Georg von Franz Anton Maulbertsch und trägt seitlich Statuen der Heiligen Sebastian und Rochus.
Im Seitenschiff steht ein Säulenädikula-Altar mit einem gesprengten Giebel aus der Zeit um 1700, er zeigt ein Altarbild Apotheose des hl. Florian mit einer Ansicht von Wienerherberg, Ebergassing und Rauchenwarth um die Mitte bzw. im dritten Viertel des 18. Jahrhunderts. Auf dem Altartisch steht eine Statue Maria Immaculata aus dem Ende des 19. Jahrhunderts.
Die marmorierte und schlichte Hängekanzel entstand in der zweiten Hälfte des 18. Jahrhunderts. Der Taufstein aus der ersten Hälfte des 17. Jahrhunderts hat einen bauchigen Fuß mit reliefiertem Blattwerk und eine gebuckelte Schale. Zwei Opferstöcke sind mit 1762 und 1782 bezeichnet.
Es gibt großformatige Leinwandbilder des hl. Christophorus und der Taufe Christi der Schule des Daniel Gran um die Mitte des 18. Jahrhunderts. Die Kreuzwegbilder entstanden in der ersten Hälfte des 20. Jahrhunderts.
Die Orgel baute Franz Ullmann 1866 in einem neobarocken Gehäuse. Eine Glocke von 1689 hat ein Relief Christus am Kreuz und ein Ornament von Joachim Gross. Zwei Glocken goss Josef Pfundner 1959.

## Grabdenkmäler
Außen
- Grabsteine, von Pfarrer Tobias Dismas Hoffmann 1728, von Pfarrer Johann Michael Groer 1749, von Pfarrer Johann Jakob Schenk fragmentiert mit Wappenschild 1732.
- an der Kirchhofmauer eine Inschriftplatte 1656.

Innen im Chor
- eine Wappengrabplatte mit zwei Porträtreliefs von Georg Apfalter zu Ebergassing und seiner Frau Barbara, geborene Konradlin mit 1583.
- eine Grabtafel Matthias Winter, Müllermeister, 1777.
- eine Grabtafel Maria Martha Granberger 1721.

## Friedhof

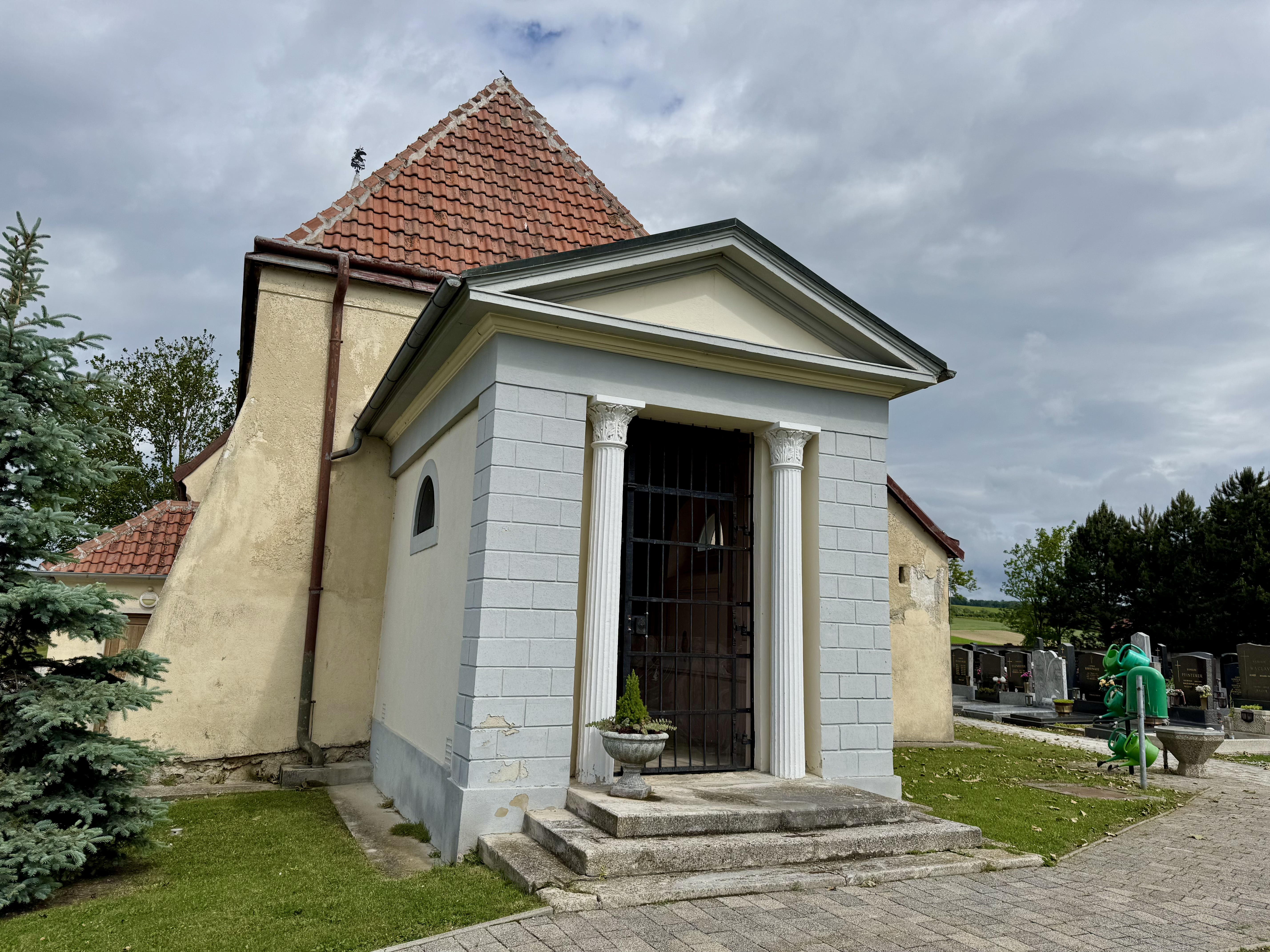
Mausoleum Trattner

- Das Mausoleum Trattner steht östlich am Chorhaupt der Pfarrkirche, die klassizistische Gruftkapelle wurde 1804 erbaut. Der rechteckige Bau mit Portikusmotiv, kannelierten Säulen und einem profilierten Dreieckgiebel. Die Wand- und Deckenmalerei zeigt Scheinarchitektur. Auf einem Sockel steht eine Büste von Johann Thomas Edler von Trattner (1719–1798).
- Das Mausoleum Volk steht an der nördlichen Friedhofsmauer und wurde 1869 geweiht. Das Mausoleum in klassizistischen Formen mit gequaderten Eckpilastern, einem profilierten Dreieckgiebel und einem architravierten Rundbogenportal, Epitaph mit der Porträtbüste Georg Volk.
- Weiters gibt es einen klassizistischen Grabstein mit einer verhängten Urne 1862.